# منتخب بولندا لكرة اليد الشاطئية للسيدات
منتخب بولندا لكرة اليد الشاطئية للسيدات هو ممثل بولندا الرسمي في المنافسات الدولية في كرة اليد الشاطئية للسيدات .